# Nora Naranjo Morse
Nora Naranjo Morse (Pueblo de Santa Clara, Nuevo México, 1953) es una artista y poeta nativa americana. Reside en Española, Nuevo México, al norte de Santa Fe y es miembro del Pueblo de Santa Clara. Su trabajo se encuentra en varias colecciones de museos, incluido el Museo Heard en Phoenix, Arizona, el Instituto de Arte de Minneapolis en Minnesota y el Museo Nacional del Indio Americano en Washington D. C., donde su pieza de escultura hecha a mano, Siempre convirtiéndose, fue seleccionada entre más de 55 trabajos presentados por artistas nativos como ganadora de un concurso de escultura al aire libre realizado en 2005. En 2014, recibió una Beca de NACF Artist Fellowship for Visual Arts y fue seleccionada para realizar el trabajo de arte público temporal para el Proyecto 5x5 por el comisario Lance Fung.

## Educación
Naranjo nació en 1953 en Pueblo de Santa Clara. Es hija de la ceramista Rose Naranjo, y miembro de la tribu Pueblo de Santa Clara. Se graduó en la High School de Taos (Nuevo México) en 1971 y se licenció en la Universidad de Santa Fe en 1980. Recibió un Doctorado honoris  de la Universidad Skidmore  en 2007.

## Trayectoria
Sus primeros trabajos de escultura se realizaron con arcilla. Inspirada en las antiguas tradiciones del Pueblo Clowns, creó su propio concepto de identidad con el nombre de "Pearlene". Escribió aventuras sobre este personaje en Mud Women, un libro de poesía. En una obra posterior comentó los estereotipos indios, además de plantear cuestiones dentro de su propia comunidad. Algunas de sus instalaciones más conocidas son: Sugared Up: A Waffle Garden (1999); I've been bingo-ed by my baby!: Una historia de lujuria amorosa y pérdida en el rez... (2009); y El tendedero de una mujer de Pueblo (1995).

## Colecciones
Morse's earthwork project, Numbe Wahgeh, dentro de la colección 1% for Art Program de Albuquerque.
Su obra Our Homes, Ourselves, en la colección del Minneapolis Institute of Art.
Otras de sus obras están en las colecciones del Museo de Alburquerque, el Museo Heard, y el Museo Nacional de los Indios Americanos del Instituto Smithsoniano.

## Cita
"no hay ninguna palabra para arte en el idioma Tewa ... Sin embargo, existe el concepto de una vida artística, llena de inspiración y alimentada por el trabajo y el enfoque reflexivo."

## Exposiciones
Su obra ha sido expuesta en Hearts of Our People: Native Women Artists, (2019), Instituto de Artes de Minneapolis, Minneapolis, Minnesota, Estados Unidos. También ha expuesto en el Museo Heard, en el Museo Wheelwright , en la Casa Blanca, y en el Museo Canadiense de la Historia.

## Becas y Premios
En 2003 recibió una Beca de Arte Contemporáneo por su proyecto Path Breakers del Museo Eiteljorg de Indios Americanos y Arte Occidental. En 1993 recibió una beca Dubin de la School of American Research. En 1982, recibió una beca de la Southwestern Association on Indian Affairs.